# 仁川交通公社2000系电力动车组
仁川交通公社2000系电力动车组（：／）是仁川交通公社的一款通勤型电力动车组，目前在仁川都市铁道2号线运营。

## 概况
2000系电力动车组是仁川都市铁道2号线的列车，由现代Rotem于2013年（生产车辆编号为201-237）负责生产。目前均为2辆编组，本车在未来有扩充至4辆编组的计划。本列车车门为外置滑轨门，每节车厢共3对车门。目前列车实行无人驾驶，在紧急状态下可进行有人驾驶。

## 编组
| 車廂編號 | 1        | 2        |
| 集電靴   | 有       | 有       |
| 形式區分 | 20XX (M) | 21XX (M) |
| 其他設備 |          |          |
| 車輛重量 | 31.5t    | 31.5t    |
| 載客量   | 113人    | 113人    |

## 其他
- 编号202的列车已在运营后不久，将车内照明由白炽灯改为LED灯。
- 编号207的列车在2016年5月试运行期间发生了追撞事故。